# Leuschner (månkrater)
Leuschner är en nedslagskrater på månen. Leuschner har fått sitt namn efter den amerikanske astronomen Armin Otto Leuschner.
Krater har en diameter på ungefär 50 km.

## Satellitkratrar
| Leuschner | Latitud | Longitud | Diameter |
| --------- | ------- | -------- | -------- |
| L         | 1.1° S  | 108.8° V | 18 km    |
| Z         | 5.3° N  | 109.3° V | 18 km    |